# Gotlands runinskrifter 119
Runinskrift G 119 är en medeltida runinskrift i Anga kyrka och Anga socken på Gotland.
Den långa runtexten som är målad på långhusets norra, murade vägg och mitt emot ingången är från 1280 och den ger oss upplysning om vilka alla de bönder var som deltog i arbetet med att uppföra Anga sockenkyrka. Ristaren torde vara Hallvar som även skapat och signerat ristningen G 120 på långhusets östra mur. 

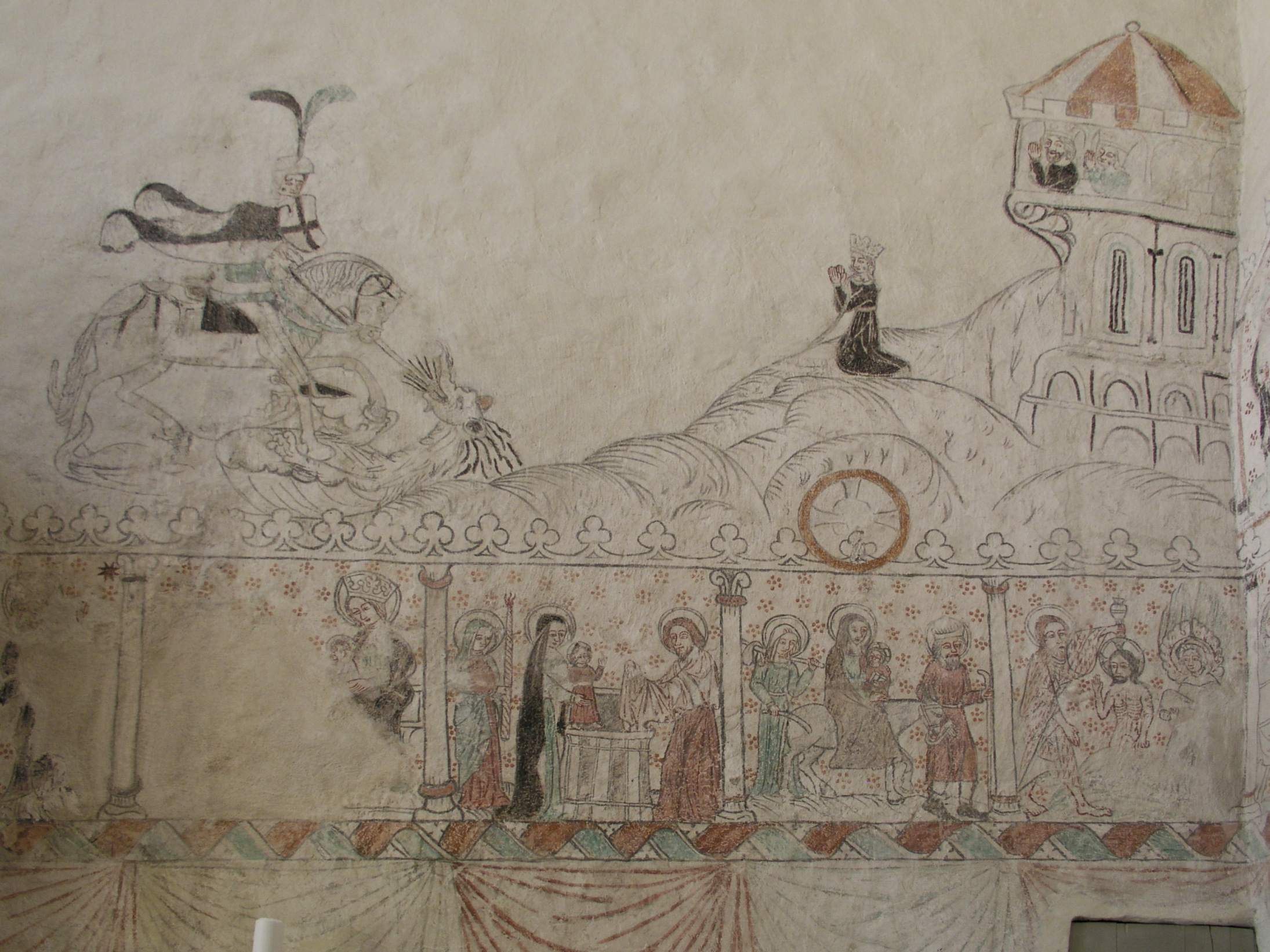
En av kyrkans samtida muralmålningar.

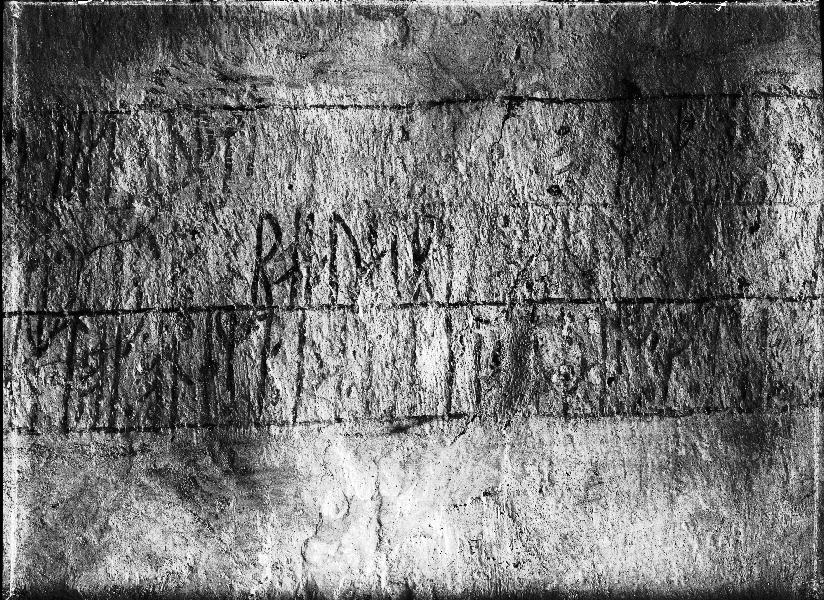
G 119, detalj.

## Inskriften
Translitterering av runraden:
--o : ger(þ)(u) ...ʀ kirkiu : þisa : hehmu͡ndr : miþ : fiau--m : eykium : ok liknuiþr miþ tuaim eykium : ok hehuiþr miþ ... botuiþr miþ ainum : eyk : ok : ahnmundr  likuiþr miþ : ainum eyk : : ok fargaiʀ : miþ : tuaim : eykiu:m roeaikr miþ ainum : eyk : ok ioan miþ tuaim : eykium : ok : hahuer miþ : ainum : eyk : ok sihulfr miþ : tuaim : eykium ok roþualr miþ : ainum : eyk : ok ronuiþr miþ tuaim eykium : ok haluatr miþ : ainum eyk ok : alt þit : fulk : sum : hiar : hafr : arfuþi : haft : baþi : nemt : ok : onemt : þa : misku-i : þaim : guþ : baþi : lifanti : ok : dauþum
Normalisering till äldre fornsvenska:
... gærðu [þæi]ʀ(?) kirkiu þessa, Hægmundr með fiu[ru]m øykium ok Liknviðr með tvæim øykium ok Hægviðr með ... Botviðr með æinum øyk ok Agnmundr [ok] Liknviðr með æinum øyk ok Fargæiʀʀ með tvæim øykium, Hroðlæikʀ(?) með æinum øyk ok Iohan með tvæim øykium ok Hægveʀ með æinum øyk ok Sigulfʀ með tvæim øykium ok Hroðvaldr með æinum øyk ok ʀonviðr með tvæim øykium ok Hallhvatr með æinum øyk. Ok allt þet folk, sum hiar hafiʀ arfoði haft, baði næmnt ok onæmnt, þa misku[nn]i þæim Guð, baði lifanti ok dauðum.
Översättning till nusvenska:
... gjorde denna kyrka, Hägmund med fyra ök och Liknvid med två ök och Hägvid med ... Botvid med ett ök och Agnmund (och) Liknvid med ett ök och Fargair med två ök, Rolaik(?) med ett ök och Johan med två ök och Hägvid(?) med ett ök och Sigulv med två ök och Rodvald med ett ök och Ronvid med två ök och Hallvat med ett ök. Och allt det folk, som här haver arbete haft, både nämnt och onämnt, då misskunne dem Gud, både levande och döda.